# Премия Эйно Лейно
Пре́мия Э́йно Ле́йно (фин. Eino Leino palkinto, швед. Eino Leino-priset) — литературная премия Финляндии. Вручается не чаще одного раза в год и не реже, чем раз в пять лет.
Учреждена в память о выдающемся финском литераторе Эйно Лейно. Вручается с 1956 года. Награждаются в основном финские писатели, преимущественно поэты. Один писатель может получить награду только раз в жизни.
Награда представляет собой 5200 евро, предоставленные Книжным фондом Финляндии, и медаль, разработанную дизайнером Лаури Леппяненом.

## Награждённые
| - 1956 Вильо Каява - 1957 Хелви Ювонен - 1958 Раббе Энкель - 1959 Аапели (Симо Пууппонен) - 1960 Олави Пааволайнен - 1961 Юха Маннеркорпи - 1962 Пертти Ниеминен - 1963 Пааво Хаавикко - 1964 Арво Сало - 1965 Хагар Ульсон - 1966 Эйнари Вуорела - 1967 Марья-Леена Миккола - 1968 Кертту Каунискангас - 1969 Мирьям Полкунен - 1970 Хейкки Палму - 1971 Вильхельм Хеландер и Микаэль Сундман - 1972 Рауль Пальмгрен - 1973 Арво Туртиайнен - 1974 Кайса Корхонен - 1975 Хенрик Тикканен - 1976 Эйла Кивикк'ахо | - 1977 Нильс-Бёрье Стормбом - 1978 Юкка Виено - 1979 Миркка Рекола - 1980 Элви Синерво - 1981 Вяйнё Кирстиня - 1982 Ханну Мякеля - 1983 Пентти Линкола - 1984 Эрно Паасилинна - 1985 Ханну Салама - 1986 Клаес Андерссон - 1987 Хелви Хямяляйнен - 1988 Юрки Пеллинен - 1989 Туомас Анхава - 1990 Олли Ялонен - 1991 Илпо Тиихонен - 1992 Яан Каплински - 1993 Юрки Киискинен и Юкка Коскелайнен - 1994 Ристо Ахти - 1995 Кай Вестерберг - 1996 Ристо Раса - 1997 Томас Уорбертон | - 1998 Райя Сиеккинен - 1999 Кай Ниеминен - 2000 Сиркка Туркка - 2001 Маркку Инто - 2002 Вирпи Хямеен-Анттила и Яакко Хямеен-Анттила - 2003 Туомари Нурмио - 2004 Веийо Мери - 2005 Антти Хюрю - 2006 Юха Хурме - 2007 Эйра Стенберг - 2008 Ээва Луотонен - 2009 Ханнале Хуови - 2010 Й. К. Ихалайнен - 2011 Кари Аронпуро - 2012 Мартти Анхава - 2013 Лейф Салмен - 2014 Киммо Пиетиляйнен - 2015 Лееви Лехто - 2016 Лииса Энвальд - 2017 Леена Крун - 2018 Кирси Куннас |